# Komunistyczna Frakcja Poselska
Komunistyczna Frakcja Poselska – reprezentacja nielegalnej od 1919 Komunistycznej Partii Robotniczej Polski/Komunistycznej Partii Polski w Sejmie RP. KFP istniała do roku 1935.
Działalność parlamentarną polskich komunistów zapoczątkował w Sejmie Ustawodawczym 24 maja 1921 r. - Stanisław Łańcucki. Natomiast pierwszy klub komunistyczny, dwuosobowa Frakcja Sejmowa Posłów Komunistycznych, powstał kilka tygodni później - w lipcu, po dołączeniu innego posła Tomasza Dąbala, który wszedł do Sejmu z listy PSL-Lewicy. W latach 1922–1924 posłowie komunistyczni występowali jako Frakcja Sejmowa Związku Proletariatu Miast i Wsi (niekiedy używano nazwy Klub Komunistyczny, Klub Posłów Komunistycznych, Klub ZPMiW), a od 1924 r. pojawiła się używana do końca działalności przedstawicieli KPP w Sejmie nazwa Komunistyczna Frakcja Poselska. W latach 1928–1930 można było się spotkać z nazwą Klub Jedności Robotniczo-Chłopskiej.
7 listopada 1924 r. czterech posłów z Klubu Poselskiego Ukraińskiej Partii Socjaldemokratycznej (USDP) – Andrij Paszczuk, Tomasz Prystupa, Osyp Skrypa i Jakub Wojtiuk, przyłączyli się do posłów ZPMiW i utworzyli wspólnie z nimi Komunistyczną Frakcję Poselską. Przewodniczącym jej został Stefan Królikowski, sekretarzem - Osyp Skrypa.
25 lutego 1926 mandat poselski w miejsce Stefana Królikowskiego, który zrzekł się mandatu poselskiego, objął jako następny na liście wyborczej Adolf Warski, a 22 kwietnia Jerzy Czeszejko-Sochacki na miejsce Stanisława Łańcuckiego, który również złożył mandat w związku z wyrokiem sądowym za działalność komunistyczną.
W połowie 1926 r. istniał w Sejmie 18-osobowy blok posłów komunistycznych - Komunistyczna Frakcja Poselska, licząca 4 posłów (ponadto 2 mandaty nieobsadzone), klub NPCh - 7 posłów i klub Hromady - 5 posłów. Wszyscy oni byli w istocie - niezależnie od przynależności klubowej - wyznawcami ideologii komunistycznej.
W okresie od grudnia 1925 r. do maja 1927 r. Komunistyczna Frakcja Poselska przeprowadziła 110 wieców, w których wzięło udział ponad 200 tys. osób. Wiele wieców rozpędziła policja.
Wydział Sejmowy KC KPP dostarczał posłom komunistycznym - za pośrednictwem sekretariatu Komunistycznej Frakcji Poselskiej - materiałów do wystąpień.
W Sejmie I kadencji w latach 1922–1927 posłowie komunistyczni wygłosili 292 przemówienia i zgłosili 901 interpelacji, w Sejmie II kadencji w latach 1928–1930 – 89 przemówień na 86 posiedzeniach i zaledwie 32 interpelacje, w Sejmie III kadencji w latach 1930–1935 - 66 przemówień na 148 posiedzeniach i 2 interpelacje.
Inni posłowie komunistyczni to: Paweł Rosiak, Wacław Rożek, Władysław Baczyński, Henryk Bitner, Jakub Gawron, Konstanty Sypuła, Chil Mordechaj Rozenberg, Janina Ignasiak-Minkowska, Marian Chęciński, Ignacy Kalaga, Władysław Danecki.
Jedynym senatorem komunistycznym był Stefan Boguszewski, wybrany w roku 1928 z listy BBWR.